# Did I Let You Know
Did I Let You Know – czwarty singiel zespołu Red Hot Chili Peppers z wydanego w 2011 albumu I’m with You. Singiel został wydany w celach promocyjnych tylko w Brazylii.